# Paradip
Paradip (o Paradeep, Paradwip, Paradipur, Paradip Garh) è una città dell'India di 73.633 abitanti, situata nel distretto di Jagatsinghpur, nello stato federato dell'Orissa. In base al numero di abitanti la città rientra nella classe II (da 50.000 a 99.999 persone).

## Geografia fisica
La città è situata a 20° 19' 0 N e 86° 37' 0 E al livello del mare.

## Società

### Evoluzione demografica
Al censimento del 2001 la popolazione di Paradip assommava a 73.633 persone, delle quali 42.389 maschi e 31.244 femmine. I bambini di età inferiore o uguale ai sei anni assommavano a 8.569, dei quali 4.481 maschi e 4.088 femmine. Infine, coloro che erano in grado di saper almeno leggere e scrivere erano 53.609, dei quali 33.412 maschi e 20.197 femmine.